# Ten Days that Shook the World
Ten Days that Shook the World (em português Dez dias que abalaram o mundo) é um livro do escritor estadunidense John Reed.
John Reed era um jornalista e estava na Europa para cobrir a Primeira Guerra Mundial. Quando eclodiu a Revolução de 1917 na Rússia, foi acompanhá-la de perto e se identificou com os ideais da revolução que mais tarde tentou difundir nos EUA. O livro conta detalhes sobre a revolução que derrubou o regime czarista e instaurou a União das Repúblicas Socialistas Soviéticas (URSS).